# Rallarvegen (Ofotbanen)
Der Rallarvegen, auch Rallarveien, ist ein auf dem Gemeindegebiet von Narvik und Kiruna gelegener Weg, der während des Baus der Ofotbanen in den Jahren 1890 bis 1903 angelegt wurde. Heute ist der Rallarvegen ein bei Touristen beliebter Wanderweg.

## Geschichte
Nachdem die Ofotbanen fertiggestellt war, wurde der Rallarvegen aufgegeben. Der Weg war überwachsen und an einigen Stellen durch Erdrutsche zerstört. Während einer großen Überschwemmung im Jahr 1959 wurden mehrere Kilometer des Weges ins Meer gespült und Brücken weggeschwemmt. In den 1980er und 1990er Jahren wurde der Rallarvegen geräumt, repariert und für Wanderer wieder begehbar gemacht. Der Aufwand wurde 1997 belohnt durch die Wahl des Wanderweges zum Freizeitgebiet des Jahres – ein Preis, der jeweils vom norwegische Amt für Naturschutz und des Landesverbandes für Outdooraktivitäten vergeben wird.

## Wegbeschreibung
Der Weg ist ungefähr 50 km lang, wovon 15,5 km in Norwegen liegen.
Der Weg beginnt am Schiffsanleger Rombaksbotn zuhinterst im Rombaksfjords und führt zunächst entlang des Rombakselva, bis er nach Nordalen ansteigt und dann über Bjørnfjell den schwedischen Grenzbahnhof Riksgränsen erreicht. Ein Seitenast folgt weiter dem Rombakselva zum Bahnhof Katterat. Auf der schwedischen Seite heißt der Weg Rallarleden und führt weiter über den Haltepunkt Katterjåkk zu den Bahnhöfen Vassijaure und Kopparåsen bis ans östliche Ende des Pahtajaure. Von da folgt der Weg nun wieder als Rallarvägen dem westlichen Ufer des Torneträsk bis zur Turiststation Abisko.
Der Abschnitt von der Nordtalbrücke westlich von Bjørnfjell bis Rombaksbotn ist bei den Wanderer bekannt für die spektakulären Aussichten auf das Katterat-Massiv. Entlang dem Weg sind immer Überreste der alten Ofotenbanen-Infrastruktur zu finden. Dazu gehören die Grundmauern von Gebäuden, die Fundamente der Bergstation der für den Bau verwendeten Standseilbahn, sowie die Überreste eines Kraftwerks.
Der Rallarvegen führt am Dynamitlager der NSB vorbei. Vor dem Zweiten Weltkrieg wurde hier Sprengstoff gelagert, der zur Sprengung von Felsmaterial benutzt wurde, wenn die Strecke von Erdrutschen verschüttet war. Im Jahre 1940 wurde aus diesem Lager das Dynamit für die Sprengung der Nordtalbrücke entnommen. Die Sprengung misslang aber.
Die Ausgangspunkte sind die Bahnhöfe Katterat und Bjørnfjell. Sie können mit dem Zug, dem Linienbus oder mit dem Auto erreicht werden. Ein Teil des Rallarvegen ist steil, schmal und steinig. In der Umgebung gibt es auch noch andere Wege, die während des Baus der Ofotbanen angelegt wurden und heute als Wanderweg genutzt werden. Einer führt vom Bahnhof Katterat über Katterjaure bis zum Haltepunkt Katterjåkk. Entlang des Weges sind Tafeln mit kulturhistorischen Erklärungen in Norwegisch und Englisch aufgestellt.
Jeden Sommer wird der Volksmarsch Svarta Bjørn-marsjen (deutsch „Schwarzer Bär–Marsch“) zu Ehren der sagenumwobenen Barackenköchin Svarta Bjørn durchgeführt. Er endet in Rombaksbotn, wo jeweils ein Volksfest stattfindet.